# Æskulap
Asklepios (græsk: Ἀσκληπιός) er lægekunstens gud i græsk mytologi. Æskulap er hans romerske navn. Hans symbol er en stav med en slange snoet rundt om: en æskulapstav.
I den græske mytologi har han udviklet en kur mod døden, hvilket dødsrigets gud Hades ikke bryder sig om.

## Legender
Oprindeligt blev han dyrket i Thessalien, hvor hans præster, asklepiaderne, drev lægevirksomhed med drømmeorakler og lignende. Derfra bredte hans dyrkelse sig. I Homers beretninger er Æskulap søn af Apollon og Koronis, datter af kong Flegyas i Thessalien. Koronis var imidlertid forlovet med Iskhys, søn af kong Elatos af Arkadien. Den dag, de to skulle giftes, bragte en hvid ravn nyheden til Apollon, som i sit raseri fordømte fuglen til for altid at være ligeså sort som den nyhed, den havde bragt ham. Derefter dræbte han Iskhys med en pil, hvorefter hans søster Artemis dræbte Koronis; men da hun blev lagt på ligbålet, fik Apollon medlidenhed med det barn, hun ventede med ham, og skar sin ufødte søn ud af moderskødet. Ligesom heroerne Jason og Akhilles voksede Æskulap op hos kentauren Cheiron, der underviste ham i medicin. Æskulap blev så dreven i kunsten, at han kunne genoplive døde. Det var et brud på naturens orden, så Zeus dræbte ham med tordenkilen. Det gjorde Apollon så oprørt, at han slog kykloperne ihjel, de guddommelige smede, der havde smedet Zeus' tordenkile. Som straf måtte Apollon tjene "et langt år" (dvs. 8-9 kalenderår) hos Admetos, sønnesøn af Tyro, Sisyfos's brordatter.
Efter sin død fik Æskulap plads på stjernehimmelen som Slangeholderen. Hos Homer er han gudernes læge Paian.
Også hans mor har en plads på stjernehimmelen som Corvus, for korôní er græsk for "krage".

## Helligdomme
Thessalien er ikke det eneste sted i Grækenland, der hævdes at være Æskulaps fødested. Epidauros på Peloponnes hævder det samme, og her voksede en helligdom frem, der i dag står på UNESCOs verdensarvliste. Lokalbefolkningen mente, at Koronis havde lagt sin nyfødte fra sig på Myrtium-bjerget, hvor Apollon beskyttede sin søn ved at sætte en vagthund til at passe på ham, og en ged til at give mælk. Helligdommen udviklede sig fra en langt ældre kult for Apollon Maleatas og endte med at regnes som bystaten Epidauros' officielle kultus. Helligdommen er det tidligst organiserede sanatorium og er betydningsfuld ved sin tilknytning til lægekunsten. Her ses overgangen fra en tro på helbredelse ved guddommelig indgriben til en fremvoksende medicinsk videnskab. I det andet årtusinde f.Kr. var stedet viet til rituel renselsespraksis, der kom til at optage Apollon-kulten i 700-tallet f.Kr. og derefter Æskulap-kulten i 500-tallet f.Kr. De to guders helligdom regnes som antikkens vigtigste terapeutiske center.
I Messene blev det fortalt, at Apollon blev far til Æskulap med Arsinoe, datter af kong Leukippos, og at Koronis kun var drengens amme. Men alle enedes om, at Æskulap havde været en af argonauterne.
Det ældste Asklepieion lå i Trikke i Thessalien, men de vigtigste lå i Epidauros, Korinth, Pergamon og på øen Kos, hvor den meste berømte af asklepiaderne, Hippokrates, oprettede sit berømte lægetempel. Ved ankomst skulle patienterne faste, bade og rense sig før de foretog et offer til guderne. Om natten skulle patienterne sove på skindet af det ofrede dyr. I nattemørket og naturens stilhed fik de drømme, hvori Æskulap viste sig for dem med anbefaling om, hvilke medikamenter, de skulle indtage. Næste morgen hjalp en præst med at tolke drømmen.
I Rom blev Æskulap-dyrkelsen indført efter en epidemi i 293 f.Kr. Hans tempel lå på Tiberøen.

## Familie
Han og Epione fik fem døtre: Aceso, Iaso, Panakeia, Aglaea og Hygieia; desuden sønnerne Podalirius (= Liljefod) og Machaon, der ifølge Iliaden var læger og fulgte den græske hær til Troja.
- Æskulapstav.